# 小行星8068
小行星8068（英語：8068 Vishnureddy）是一颗围绕太阳公转的小行星。1981年3月6日，舒爾特·巴斯在赛丁泉山发现了此天体。
这颗小行星的绝对星等为257.5941061137702等。